# Dove comincia il sole
Dove comincia il sole è il ventinovesimo e ultimo album di soli inediti dei Pooh nonché l'unico realizzato dalla band dopo l'abbandono del batterista e co-paroliere Stefano D'Orazio. Stefano non viene sostituito e il gruppo si affiancherà a un batterista-turnista: quello che suona in questo disco e nella tournée 2010 è Steve Ferrone. Oltre a Steve Ferrone, altri due musicisti hanno collaborato sia all'incisione, che alla tournée di questo disco: Danilo Ballo alle tastiere e ai cori e Ludovico Vagnone alle chitarre.
È stato pubblicato per la Trio Records.

## Il disco
L'album esce in anteprima, cinque giorni prima della data ufficiale, in un'edizione speciale "luxury" a tiratura limitata, dotata di una confezione differente e di un portachiavi in metallo raffigurante il nuovo logo dei Pooh.
Dopo 35 anni questo è il primo album dei Pooh in cui tutti i testi sono scritti esclusivamente da Valerio Negrini che dal 1975 era stato affiancato alla stesura da Stefano D'Orazio; per il musicista e scrittore bolognese questa sarebbe stata anche l'ultima partecipazione con il gruppo, perché la morte l'avrebbe colto pochi anni dopo, nel 2013.
Nell'album compare, cosa inedita per i Pooh, un breve canto gregoriano, all'inizio de L'aquila e il falco, dove Red e Roby cantano in latino un'antica preghiera a protezione della casa: Tibi praecipio ne unquam deinceps omnes habitantes in hoc habitaculo perturbes (Ti ordino di non disturbare mai più nessuno degli abitanti in questa casa).
Il tour promozionale Dove Comincia il Sole debutta a Rimini il 23 novembre 2010 e procede in altri 6 palasport italiani (tra cui Roma e Milano) interrompendosi a Mantova il 3 dicembre per la pausa natalizia e per riprendere a fine gennaio.
Dopo una lunga e proficua tournée teatrale in inverno e dopo aver vinto il disco d'oro e il disco di platino per le vendite, a metà giugno i Pooh iniziano il tour estivo che si conclude il 27 agosto con un concerto nella cornice tutta medievale dell'Anfiteatro del Castello di Este, durante il quale i Pooh registrano un DVD e un cd live.
A luglio 2011 il disco vince uno dei Premi Lunezia per il valore musical-letterario.

## Tracce
1. Dove comincia il sole - 11:29 (Facchinetti-Negrini) - Voci principali: Roby, Dodi, Red
2. Fammi sognare ancora - 4:30 (Facchinetti-Negrini) - Voce principale: Roby
3. L'aquila e il falco - 4:39 (Canzian-Negrini) - Voce principale: Red
4. Il cuore tra le mani - 5:12 (Battaglia-Negrini) - Voce principale: Dodi
5. Reporter - 4:29 (Canzian-Negrini) - Voce principale: Red
6. Isabel - 4:12 (Battaglia-Negrini) - Voci principali: Dodi, Roby
7. Amica mia - 4:58 (Facchinetti-Negrini) - Voce principale: Roby
8. Musica - 4:21 (Battaglia-Negrini) - Voci principali: Dodi, Red
9. Vento nell'anima - 4:51 (Facchinetti-Negrini) - Voce principale: Roby
10. Un anno in più che non hai - 4:45 (Canzian-Negrini) - Voce principale: Red
11. Questo sono io - 7:07 (Facchinetti-Negrini) - Voci principali: Dodi, Red, Roby

## Formazione principale
- Roby Facchinetti - voce e tastiere
- Dodi Battaglia - voce e chitarre
- Red Canzian - voce e basso

## Altri musicisti
Nel disco e nel tour successivo suonano anche:
- Steve Ferrone - batteria (disco e tour 2010)
- Phil Mer - batteria (trascrizione partiture per il disco e tour 2011 e 2012)
- Ludovico Vagnone - chitarra (disco e tour)
- Danilo Ballo - tastiera, cori (disco e tour).

## Classifiche
| Classifica (2010) | Posizione raggiunta |
| ----------------- | ------------------- |
| Italia            | 2                   |